# مورچه‌مرغ خالدار
مورچه‌مرغ خالدار (نام علمی: Hylophylax naevioides)، گونه‌ای از پرندگان از خانواده Thamnophilidae است که در جنوب آمریکای مرکزی در هندوراس، نیکاراگوئه، کاستاریکا و پاناما و همچنین کلمبیا و اکوادور در شمال غربی آمریکای جنوبی یافت می‌شود. زیستگاه طبیعی آن جنگلهای جلگه‌ای نمناک نیمه‌گرمسیری یا گرمسیری است.